# Michał Doliwo-Dobrowolski

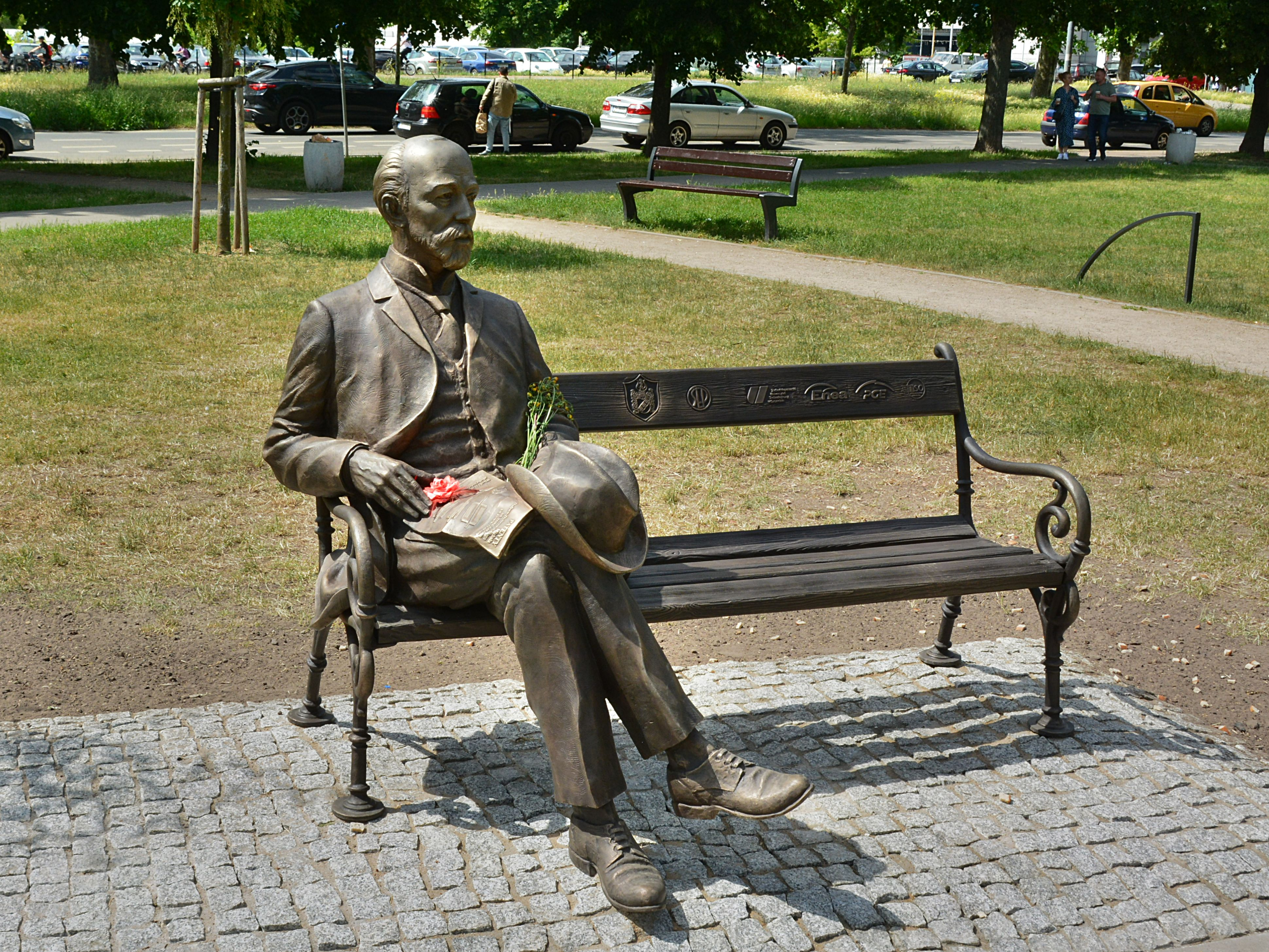
Pomnik Michala Doliwo-Dobrowolskiego w Szczecinie

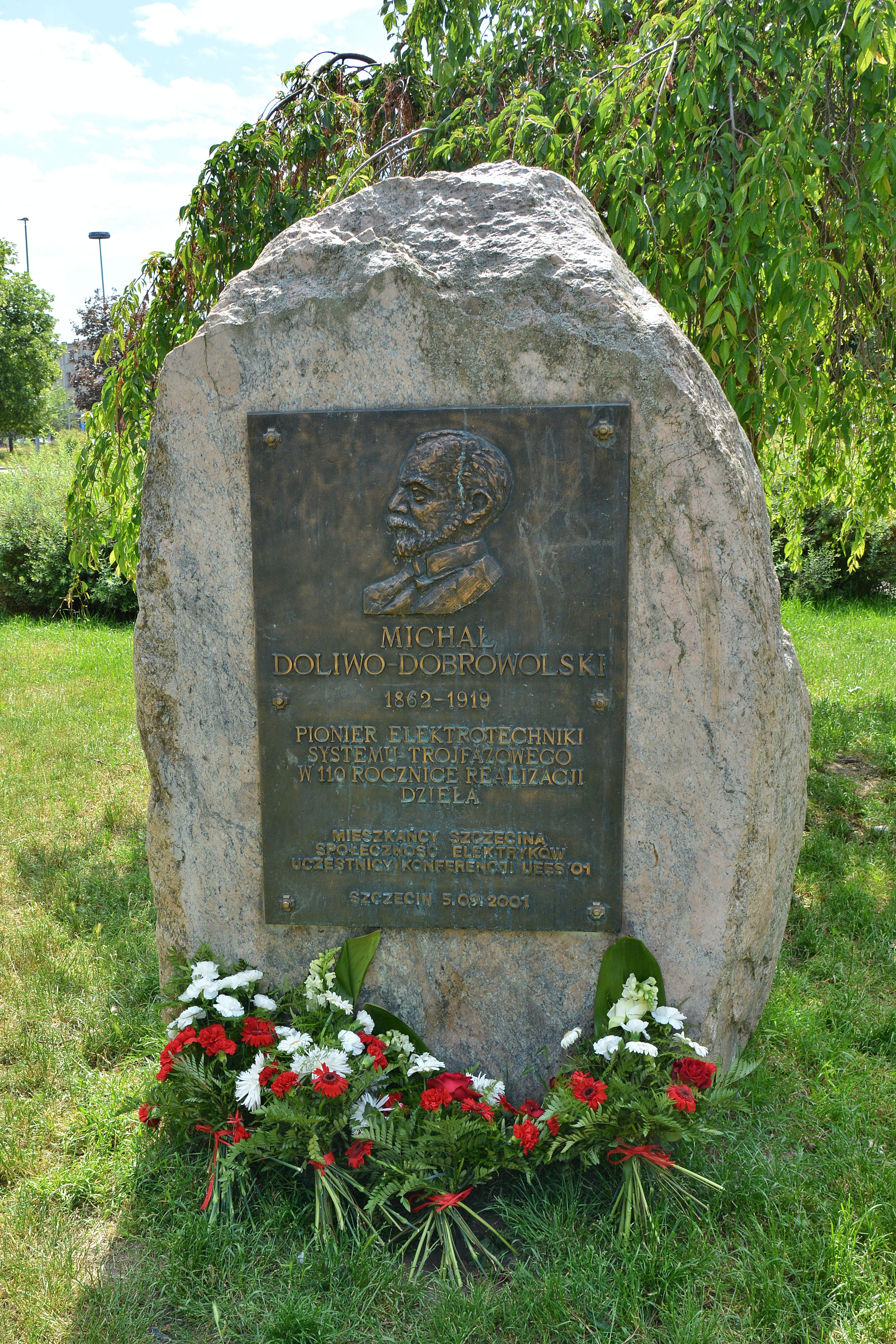
Tablica upamiętniająca Michała Doliwo-Dobrowolskiego w Szczecinie

Michał Doliwo-Dobrowolski (ur. 2 stycznia 1862 w Gatczynie, zm. 15 listopada 1919 w Heidelbergu) – elektrotechnik, elektryk i wynalazca pochodzenia polskiego; pionier techniki prądu trójfazowego.

## Rodzina
Urodził się w Gatczynie koło Sankt Petersburga jako syn polskiego szlachcica herbu Doliwa – Józefa Doliwy-Dobrowolskiego oraz Rosjanki Olgi Michajłownej z domu Jewreinow. 11 maja 1887 r. ożenił się z 22-letnią Greczynką Kornelią Tumbą. Mieli dwóch synów – 23 maja 1891 r. przyszedł na świat pierwszy syn Dymitr, a cztery lata później, 21 lutego 1895, drugi – Serge. W 1907 r. rozwiódł się, by po 5 miesiącach zawrzeć nowy związek małżeński z Hedwig Pallatschek (Jadwigą Polaczkówną).

## Życiorys
Średnią szkołę realną ukończył w Odessie (1878), gdzie mieszkał z rodzicami od 1872 roku. Od 1878 roku studiował na wydziale chemicznym Instytutu Politechnicznego w Rydze. W wieku 19 lat został relegowany z uczelni w ramach antypolskich represji po zamachu na cara Aleksandra II. Został wówczas wolnym słuchaczem na uniwersytetach w Petersburgu, Odessie i Noworosyjsku, a w 1883 roku wyjechał z rodzicami do Niemiec.
Studia kontynuował na politechnice w Darmstadt, najpierw na wydziale mechanicznym, a następnie na nowo utworzonym wydziale elektrotechnicznym, który ukończył w 1884 roku. Przez następne trzy lata był asystentem profesora elektrotechniki Erasmusa Kittlera, wykładał metalurgię i galwanoplastykę.
W 1888 roku skonstruował prądnicę trójfazowego prądu przemiennego, zrobił to na kilka miesięcy przed Nikola Teslą. W 1889 roku skonstruował trójfazowy silnik indukcyjny z wirnikiem klatkowym.
Na światowej Wystawie Elektrotechnicznej we Frankfurcie n. Menem (1891) zaprezentował wiele urządzeń pracujących w systemie trójfazowym. Największe zainteresowanie wzbudziła opracowana przez niego trójfazowa linia energetyczna o długości 175 km, napięciu 20 kV i sprawności 75%, z którą współpracował opracowany przez niego silnik trójfazowy o mocy ok. 74 kW (100 KM – największy wówczas na świecie).
Opracował pierwszą prądnicę prądu przemiennego 3-fazowego z wirującym polem magnetycznym. Uzyskał także kilka patentów na transformatory trójfazowe, przyrządy pomiarowe (np. fazomierz) i komory gasikowe w wyłącznikach wysokonapięciowych.
W latach 1894–1895 pracował nad generatorami dużej mocy dla hydroelektrowni. Opracował założenia techniczne pierwszej na świecie trójfazowej elektrowni wodnej na Renie w Rheinfelden, zbudowanej w 1895 roku. Współpracował przy projektowaniu elektrowni trójfazowych w Zabrzu i Chorzowie (1897).
W 1908 roku został mianowany dyrektorem berlińskiej fabryki aparatury elektrotechnicznej koncernu AEG.
Ostatnie dni życia Doliwo-Dobrowolski spędził w Klinice Uniwersyteckiej w Heidelbergu, gdzie starszy syn Dymitr był lekarzem. Zmarł 15 listopada 1919 r. i pochowany został na cmentarzu w Darmstadt.

## Medal im. Michała Doliwo-Dobrowolskiego
W dniu 2 stycznia 2007 roku Zarząd Główny SEP, na wniosek Oddziału Szczecińskiego oraz Centralnej Komisji Młodzieży i Studentów SEP, ustanowił Medal im. Michała Doliwo-Dobrowolskiego i powołał Ogólnopolski Komitet ds. medalu z siedzibą w Szczecinie.

## Upamiętnienie
29 maja 2001 r. Rada Miasta Szczecin na wniosek członków szczecińskiego oddziału Stowarzyszenia Elektryków Polskich nadała skwerowi ograniczonemu ulicami Generała Władysława Sikorskiego, Generała Józefa Bema i aleją Bohaterów Warszawy imię Michała Doliwo-Dobrowolskiego. 8 września 2001 r. na skwerze tym odsłonięto głaz z różowego granitu z tablicą pamiątkową. 10 czerwca 2022 r., także w Szczecinie, postawiono pierwszy na świecie pomnik poświęcony wynalazcy.